# Deutsches Stadion (Nürnberg)
A nürnbergi Deutsches Stadion a világ valaha tervezett legnagyobb sportlétesítménye, amely a nemzetiszocialista párt uralma alatt világhatalommá vált Németország erejét volt hivatott jelképezni. Az ókori mintákra megtervezett épületben olimpiákat tartottak volna, ám építése a második világháború miatt már kezdeti stádiumban megrekedt. Napjainkban már csak az 1939-ben kiásott munkagödör egy részét kitöltő tó látható.

## Története

### Tervezés, előkép
A Deutsches Stadion antik görög és római építmények vonásait tükrözi, ám a nemzetiszocialisták monumentalitásra törekvése miatt azoknak egy erősen felnagyított változata. Az épületet Albert Speer tervezte, akit 1935-ös athéni látogatása során lenyűgözött az ókori görög építészet. Speer a stadion formái közé átültette az antik építészet jellemzőit: a Propülaiát, az oszlopsorokat, az oszlopok tetején nyugvó felépítményt és a stadion nyitott végét. A Deutsches Stadion terveit a nyilvánvaló hasonlóság ellenére nem a római Circus Maximus, hanem a Görögországban látott Odeon (apró színház) inspirálta. Az épületet azonban a görög szokásokkal ellentétben nem egy kis földmélyedésbe tervezték, hanem a Nürnberg melletti Reichsparteitagsgelände teljesen sík felszínére. Nem pusztán a görög, de a római építészetből is kölcsönzött Speer. Római jegy lett volna a stadion külső felületén végigvonuló 65 méter magas, vörös gránittal borított oszlopsor, illetve a Führer számára a császári páholy mintájára felépített dísztribün. Bár a tervező görög minták alapján építette fel az épület modelljét, az méretei, funkciója és jegyei miatt inkább római épületnek hat.
Az épület tervezett magassága elérte volna a 90 métert. A stadion méreteit jól szemlélteti, hogy alapterülete 24 hektár volt, az épületet 400 000-nél több néző befogadására tervezték, így a világ valaha volt legnagyobb sportcélú építménye lett volna. A hatalmas méretek miatt Speernek olyan problémákra is megoldási javaslatot kellett tennie, amely korábban fel sem merült. A hatalmas embertömeg mozgatására 100 főt befogadó expresszlifteket terveztek. A stadion fő attrakciója a Hitler által kedvelt könnyűatlétika lett volna. Hitler úgy tervezte, hogy 1944-től kezdve minden olimpiai atlétikai verseny a nürnbergi arénában zajlott volna. Nem csak az olimpiákat, hanem a tervezett pángermán játékokat is a második világháborút megnyerő Harmadik Birodalom világhatalmát demonstráló stadionban tervezték megtartani.

### Építkezés
Adolf Hitler 1937. szeptember 9-én tette le az óriásstadion alapkövét. A Führer utasította Speert, hogy az építkezést két Bismarck osztályú hadihajó árából valósítsa meg. Az alapkő letételekor az építkezőknek fogalmuk sem volt, hogy miként lehetne ekkora méretű lelátó berendezéseit a nézők várható igényeinek megfelelően elhelyezni. A nézőtér minél jobb arányainak beállításához a Nürnberghez közel eső Hohe Berg oldalába felépítette a stadion lelátójának egy méretarányos modelljét. Az 1:1 arányban fából felépített szerkezet öt egymás fölötti szektorból állt. A valódi építkezés 1938-ban kezdődött Nürnbergben. Első lépésben az épület hatalmas alapjait kezdték el kiásni. 1939-re a munkagödör északnyugati része elérte a tervezett 10 méteres mélységet, a délnyugati részen a teherautók földből épített rámpái miatt nem sikerült a tervezett mélységet kivájni. Elkészültek a stadionépítéshez szükséges vasúti sínek, rakodódaruk és egyéb épületek. A közelben futó Nagy Út alatt még egy gyalogosalagutat is építettek. 1939-ben az építkezést a második világháború kezdete miatt leállították. A háború idején az építőgödröt fenntartották, a talajvíz távoltartásáról szivattyúk gondoskodtak.

### A háború után
A háború utolsó időszakában leálltak szivattyúk. A mélyedést hamarosan kitöltötte a betörő talajvíz, a népnyelv az új tónak a Silbersee (Ezüst-tó) nevet adta. A tó azonban nem sokáig terpeszkedhetett a stadion helyén, az újjáépítés során a mederbe hordták az elpusztult nürnbergi belváros törmelékét. A következő években kb. 10 millió tonna törmelék zúdult a tómederbe. Nem csak háborús romok temetője volt a stadiongödör, hanem ipari vállalatok és magánszemélyek is hordtak ide háztartási szemetet, ipari és veszélyes hulladékot. A stadiongödör keleti részét 1951-re teljesen feltöltötték, de a hulladék-beszállítás 1962-ig tovább zajlott. A keleti nyugati lelátói helyén ma a Silberbuck nevű dombocska, a nyugati lelátók helyén a beszivárgó veszélyes vegyületek miatt mérgező vizű Silbersee található. A stadion felépítése Adolf Hitler bukását követően soha többé nem merült fel.

## Fordítás
- Ez a szócikk részben vagy egészben a Deutsches Stadion (Nürnberg) című német Wikipédia-szócikk ezen változatának fordításán alapul.  Az eredeti cikk szerkesztőit annak laptörténete sorolja fel. Ez a jelzés csupán a megfogalmazás eredetét és a szerzői jogokat jelzi, nem szolgál a cikkben szereplő információk forrásmegjelöléseként.